# Teater Galeasen
Teater Galeasen är en fri teatergrupp som bildades 1983 med säte i Stockholm. 

## Historik
Mest framträdande i gruppen var vid starten regissören Rickard Günther som blev Galeasens konstnärliga ledare 1984. Sophia Artin blev teaterchef 2002 efter många år som teaterns producent. Teater Galeasen är känd för att skapa en säregen, utmanande och nyskapande teater. Teatern har sina lokaler i Flottans tidigare Torpeddepartementet på Slupskjulsvägen 30 på Skeppsholmen i Stockholm. 
Teater Galeasen fick sitt genombrott 1987 med Sakrament, fritt efter Lars Norén, och har sedan dess gjort en rad uppsättningar som blivit omtalade och kritikerrosade. År 2013 gjorde de succé med pjäsen Vår klass av polacken Tadeusz Slobodzianek.
Det tidigare Torpeddepartementet, där teatern har sin scen, uppfördes 1879–80 för att inrymma nödvändiga förråd och verkstäder för torpedvapnet, som hade införts i Flottan under 1870-talet. Under åren 2008 till 2010 renoverades byggnaden och Galeasen gästspelade då på andra scener och samarbetade med Strindbergs Intima Teater, Teater Tribunalen och Elverket/Dramaten.
Teatern har producerat ett sextiotal uppsättningar, flera i samarbete med svenska dramatiker som Katarina Frostenson, Lars Norén, Stig Larsson, Christina Ouzounidis, Björn Runge och Sara Stridsberg. En rad framstående svenska skådespelare har ingått i Galeasens ensemble: Leif Andrée, Rebecka Hemse, Claes Ljungmark, Anneli Martini, Hannes Meidal, Ingela Olsson, Mikael Persbrandt, Noomi Rapace, Lena B. Eriksson, Lina Englund med flera.
Tidningen Nöjesguiden belönade Teater Galeasen med Stockholmspriset år 2000. År 2014 nominerades Teater Galeasen till DN:s kulturpris. För den annorlunda nydiktningen av Hamlet i samverkan med Dramaten 2017 tilldelades de Svenska teaterkritikers förenings teaterpris och produktionens upphovsmän Hannes Meidal och Jens Ohlin erhöll Thaliapriset. Föreställningen visades även på Sveriges Television vintern 2018.

## Uppsättningar (ej komplett)
| År   | Produktion                                                              | Upphovsmän                                                        | Regi                  | Noter |
| ---- | ----------------------------------------------------------------------- | ----------------------------------------------------------------- | --------------------- | --- |
| 1984 | Största möjliga tystnad                                                 | Rickard Günther och ensemblen                                     | Rickard Günther       | Kenneth Söderman, Lena B. Eriksson, Bengt Håkansson, Christine Floderer, Leif Andrée, Ylva Törnlund, Mats Flink |
| 1985 | Fiasko Kamrat                                                           | Rickard Günther och Bodil Lagerås                                 | Rickard Günther       | Cecilia Andrée, Leif Andrée, Lena B. Eriksson, Mats Flink, Christine Floderer, Bengt Håkansson, Bo Lindgren, Torsten Schenlaer, Kenneth Söderman, Ylva Törnlund, Katarina Werner |
| 1986 | Baal                                                                    | Bertolt Brecht                                                    | Rickard Günther       | |
| 1986 | Svart Skyddsängel                                                       | Jean Genet                                                        | Rickard Günther       | Samproduktion med Kulturhuset, Kilenscenen |
| 1987 | Sakrament                                                               | Lars Norén                                                        | Rickard Günther       | |
| 1987 | Barbaras långa nätter                                                   | Rikard Wolff och Rickard Günther                                  | Rickard Günther       | Samproduktion med Kulturhuset, Kilenscenen |
| 1988 | Caligula                                                                | Albert Camus                                                      | Rickard Günther       | |
| 1988 | In memoriam                                                             | Stig Larsson och Rickard Günther                                  | Rickard Günther       | |
| 1989 | Recital - personligt meddelande                                         | Rikard Wolff och Rickard Günther                                  | Rickard Günther       | Samproduktion med Södra Teatern |
| 1990 | Orestes                                                                 | Lars Norén                                                        | Rickard Günther       | |
| 1990 | Jungfruleken Les bonnes                                                 | Jean Genet                                                        |                       | |
| 1990 | Ferrando Bruno                                                          | Carl Jonas Love Almqvist                                          |                       | |
| 1991 | Artauds Rekviem                                                         | Rickard Günther och ensemble                                      | Rickard Günther       | |
| 1993 | Roberto Zucco                                                           | Bernard-Marie Koltès                                              | Rickard Günther       | |
| 1993 | Gatan                                                                   | Jim Cartwright                                                    | Rickard Günther       | |
| 1994 | Förvandlingen Die Verwandlung                                           | Franz Kafka                                                       | Linus Tunström        | |
| 1994 | Theres                                                                  | Steve Sem-Sandberg                                                |                       | |
| 1995 | Änglar, eller Soporna, staden och döden Der Müll, die Stadt und der Tod | Rainer Werner Fassbinder Översättning Nina Hoppe och Rune Bergman | Rickard Günther       | Etienne Glaser, Lena B Eriksson, George Fant, Christine Floderer, Johan Friberg, Mekail Jalaho, Niels Jensen, Stefan Larsson, Elisabeth Nordkvist, Ingela Olsson, Mikael Persbrandt, Jacqueline Ramel, Thomas Roos Scenografi Rickard Günther                                                                                           |
| 1995 | Stjärnfall The Rise and Fall of Little Voice                            | Jim Cartwright                                                    | Rickard Günther       | Samproduktion med Riksteatern och Orionteatern |
| 1996 | Mojo                                                                    | Jez Butterworth                                                   | Rickard Günther       | |
| 2000 | Belgrad, familjehistorier                                               | Biljana Srbljanović                                               | Rickard Günther       | |
| 2000 | Prinsessdramer Prinzessinnendramen                                      | Elfriede Jelinek                                                  |                       | |
| 2002 | CI-VI-LI-SA-TI-ON                                                       | Claus Beck-Nielsen                                                | Rickard Günther       | |
| 2003 | Lulus lovsång                                                           | Sara Lindh, Rickard Günther, Frank Wedekind                       | Rickard Günther       | |
| 2003 | Beroende                                                                | David Hare                                                        | Rickard Günther       | |
| 2004 | Körkarlen                                                               | Selma Lagerlöf                                                    | Rickard Günther       | |
| 2004 | Det kommunistiska manifestet                                            | Karl Marx och Friedrich Engels                                    |                       | |
| 2004 | Den bergtagna                                                           | Victoria Benedictsson                                             |                       | |
| 2009 | Medealand                                                               | Sara Stridsberg                                                   | Ingela Olsson         | Premiär 21 februari 2009 Noomi Rapace, Shanti Roney, Lena B. Eriksson, Nina Gunke, Donald Högberg, Klara Bendz, Tove Fylking Samarbete med Dramaten |
| 2010 | Lagarna                                                                 | Christina Ouzounidis                                              | Olof Hanson           | Lina Englund, Sandra Huldt, Claes Ljungmark |
| 2013 | Vår klass Nasza klasa                                                   | Tadeusz Slobodzianek Översättning Jarema Bielawski                | Natalie Ringler       | Premiär 27 september 2013 Carl-Magnus Dellow, Lina Englund, Joakim Gräns, Hannes Meidal, Peter Luckhaus, Lena Nilsson, Claes Ljungmark, Pierre Wilkner, Michael Jonsson, Simon Reithner, Monica Stenbeck, Johan Wahlström, Freddy Åsblom Samarbete med Dramaten                                                                         |
| 2015 | Konsten att falla                                                       | Sara Stridsberg                                                   | Rickard Günther       | |
| 2017 | Hamlet                                                                  | Jens Ohlin och Hannes Meidal                                      | Jens Ohlin            | Premiär 7 mars 2017 Björn Bengtsson, Hannes Meidal, Alexander Ohakas, Simon Reithner, Per Sandberg, Monica Stenbeck Rum Joakim Bayoumi Karlsson och Jens Ohlin, Ljus Linus Fellbom, Kostym Matilda Hyttsten, Musik Foad Arbabi Samarbete med Dramaten                                                                                   |
| 2018 | Ur svenska hjärtans djup                                                | Kristian Hallberg                                                 | Tobias Hagström-Ståhl | Premiär 5 mars 2018 Lena Nilsson, Johan Wahlström, Ester Claesson, Peter Järn, Malin Persson Scenografi och ljus Tobias Hagström-Ståhl, Kostym Jenny Ljungberg |
| 2018 | Fordringsägare                                                          | August Strindberg                                                 | Johan Wahlström       | Premiär 12 oktober 2018 Carl-Magnus Dellow, Lina Englund, Anders Berg Scenografi Joakim Bayoumi Karlsson, Kostym Matilda Hyttsten, Ljus Jonatan Winbo Samarbete med Dramaten |
| 2019 | Hamlet                                                                  | Jens Ohlin och Hannes Meidal                                      | Jens Ohlin            | Premiär 8 april 2019 Hannes Meidal, Simon Reithner, Per Sandberg, Cecilia Nilsson, Yngve Dahlberg, Otto Hargne, Jonatan Rodriguez, Jens Ohlin, Agatha Bergman Blücher, Gerda Englund, Naima Josefsson Rum Joakim Bayoumi Karlsson och Jens Ohlin, Ljus Linus Fellbom, Kostym Matilda Hyttsten, Musik Foad Arbabi Samarbete med Dramaten |
| 2020 | Irakisk Kristus رواية المسيح العراقي                                    | Hassan Blasim Dramatisering Lucas Svensson                        | Natalie Ringler       | Premiär 12 mars 2020 Malin Mases Arvidsson, Vincent Grahl, Electra Hallman, Otto Hargne, Sandra Huldt, Kardo Mirza, Ann Petrén, Zardasht Rad, Peter Viitanen koreograf Ossi Niskala, rum Johanna Mårtensson, ljus Jens Sethzman, kostym Matilda Hyttsten                                                                                |
| 2021 | Irakisk Kristus رواية المسيح العراقي                                    | Hassan Blasim Dramatisering Lucas Svensson                        | Natalie Ringler       | Premiär 20 september 2021 Malin Mases Arvidsson, Vincent Grahl, Hanna Edh, Otto Hargne, Åsa Persson, Kardo Mirza, Cecilia Nilsson, Freddy Åsblom, John Grahl Koreografi Ossi Niskala, rum Johanna Mårtensson, ljus Jens Sethzman, kostym Matilda Hyttsten                                                                               |
| 2022 | Penelope                                                                | Py Huss-Wallin och Nils Granberg                                  | Py Huss-Wallin        | Premiär 14 mars 2022 Annika Hallin, Staffan Göthe, Zardasht Rad, Nils Granberg, Patrik Kumpulainen, Anna-Riina Virtanen, Christian Ovidiu Cemirtan, Love Fogelquist Koreografi Ossi Niskala, Scenografi och kostym Agnes Östergren |
| 2023 | Dansen                                                                  | Ivan Vyrapaev                                                     | Olof Hanson           | Premiär 25 september 2023, Frida Beckman, David Rangborg, Sandra Huldt, Ia Langhammer, Emil Hernried, Sole Gipp Ossler, musiker, koreografi Ossi Niskala, scenografi och kostym Matilda Hyttsten |